# Ніколаєв Сергій Владиславович
Сергі́й Владисла́вович Нікола́єв (14 лютого 1972, Київ — 28 лютого 2015, Красноармійськ) — український військовий фотокореспондент. Член Національної спілки журналістів України.

## Життєпис
Народився 14 лютого 1972 року в Києві.
Закінчив середню школу та Київський національний університет будівництва та архітектури. Працював дизайнером у рекламному агентстві.
З квітня 2008 року працював у газеті «Сегодня» штатним фотокореспондентом. Бував у відрядженнях у Ірані, Сомалі, Лівії, Туреччині, Грузії. У 2013 році пройшла його персональна виставка «Недитяче дитинство» — про те, в яких умовах ростуть діти під час війни.
1 грудня 2013 року, знамаючи події Революції Гідності, серйозно постраждав у сутичках із «Беркутом» біля Адміністрації Президента.
28 лютого 2015 року поранений осколками мінометної міни в селищі Піски Донецької області, після чого був доставлений у залізничну лікарню міста Красноармійська, де й помер. Тоді ж загинув боєць ДУК Микола Флерко. Головний хірург повідомив, що постраждалий дістав несумісні з життям поранення. Сергію було 43 роки, у нього залишилась мама, дружина та 20-річна донька.
Похований у Києві на Лісовому кладовищі.

## Нагороди
5 червня 2015 за вагомий особистий внесок у розвиток вітчизняної журналістики, багаторічну сумлінну працю та високу професійну майстерність був нагороджений посмертно орденом «За заслуги» ІІІ ступеня.
Також 4 червня 2015 року посмертно нагороджений недержавною нагородою «Народний Герой України».